# امپراتور شومو
امپراتور شومو (به ژاپنی: 聖武天皇 Shōmu-tennō)؛ چهل و پنجمین امپراتور ژاپن بود. او کسی بود که بودای بزرگ را در نارا ساخت. دوران سلطنت چهل و پنجمین امپراتور شومو، که به خاطر ساختن بودای بزرگ در معبد تودای‌جی (در حال حاضر شهر نارا، استان نارا) معروف بود، زمانی بود که سیستم سیاسی از ایجاد یک دولت متمرکز تحت خاندان فوجیوارا تغییر کرد. به دلیل نفوذ سیستم ریتسوریو، درگیری‌های زیادی بر سردر مورد کنترل دولت وجود داشت. علاوه بر این، از آنجایی که مشکلات مختلفی مانند ناآرامی‌های اجتماعی و بیماری‌های همه‌گیر به‌طور مکرر رخ می‌داد، امپراتور شومو آرزوی صلح جهانی را داشت و سیاست‌هایی را با محوریت بودیسم اجرا می‌کرد، مانند ساختن بودای بزرگ. امپراتور شومو دین بودایی را گسترش داد.

## کودکی
امپراتور شومو در سال ۷۰۱ (سال اول تایهو (دوره)) به عنوان اولین پسر چهل و دومین امپراتور مونمو به دنیا آمد.
مادر او فوجیوارا نو میاکو دختر فوجیوارا نو فوهیتو پسر فوجیوارا نو کاماتاری است. او به خانواده‌ای که شکوفایی خاندان فوجیوارا را در دوره نارا ایجاد کردند، تعلق دارد. امپراتور شومو اولین کسی بود که امپراتور شد و بستگان مادری او از خاندان فوجیوارا بودند.